# 石和八幡神社
石和八幡神社（いさわはちまんじんじゃ）は、山梨県笛吹市石和町市部に所在する神社。旧村社。別称に国衙八幡宮（『甲斐国志』）。石和八幡宮。

## 祭神
祭神は天足彦国押人命（アマタラシヒコクニオシヒトノミコト）・日売大神・稚城瓊入彦命（ワカキニイリヒコノミコト）。

## 由緒

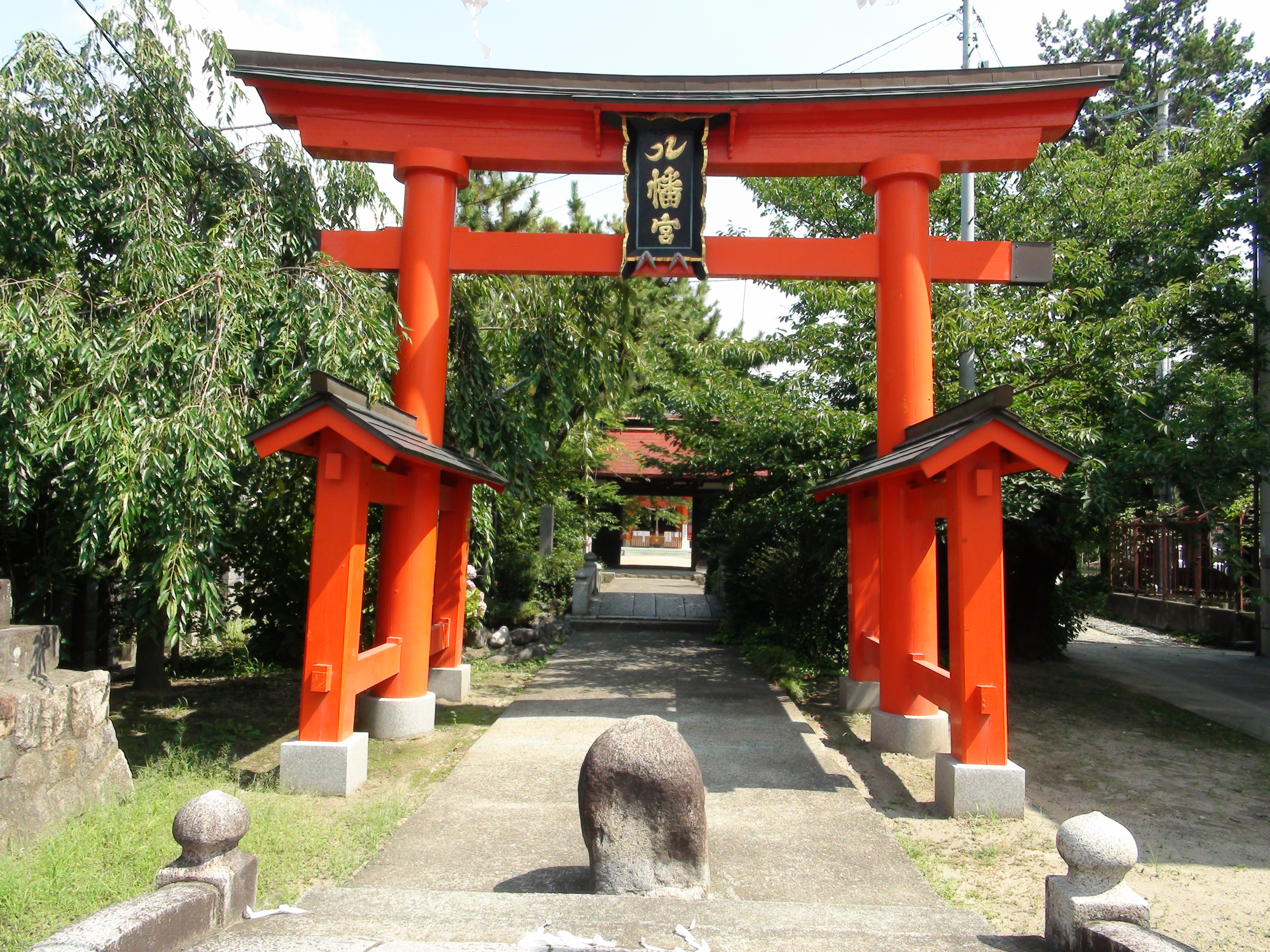
鳥居

所在する笛吹市石和町市部は甲府盆地の北縁に位置し、笛吹川・鵜飼川に画された平坦地。中世には石和御厨の中心地域で、甲斐守護武田信光の屋敷跡が残されている（『国志』）。近世には市部村が成立し、市部村は甲州街道・鎌倉街道が通過する交通の要衝で、石和宿や石和代官所が置かれていた。
『甲斐国社記・寺記』に拠れば成務天皇5年に物部神社の社号を賜ったとされ、朝廷から尊崇されたびたび祈祷の勅命が下ったという。
中世には甲斐国守護武田氏の歴代当主が尊崇し、源氏の氏神である八幡信仰の神社となった。鎌倉時代には甲斐源氏の一族である武田信光（石和五郎）が鎌倉の鶴岡八幡宮を勧請したという。甲斐国では当社のほかに、韮崎市神山町北宮地の武田八幡宮や山梨市北の大井俣窪八幡神社が知られる。
戦国期には大永5年（1525年）に武田信虎が甲府開府にあたり当社を勧請し甲府に府中八幡宮が成立した。
また、永禄4年（1561年）には甲斐国内の諸社に対し府中八幡宮への参勤が命じられているが、一宮浅間神社をはじめ当社を含む10社が勤番を免除されている。『社記』に拠れば、天正10年（1582年）の武田氏滅亡後は、織田信長により諸堂や宝物が焼き討ちされ、社領も没収され衰微したという。
近世には天正壬午の乱を経て甲斐を領有した徳川家康により新たに社領を安堵されており、歴代甲斐国主による尊崇を受けた。

## 祭祀
神事として毎年4月3日に行われる水難除神事がある。